# Территориальная прелатура Лорето
Территориальная прелатура Лорето, или Территориальная прелатура Святого Дома Лорето (лат. Praelatura Territorialis ab Alma Domo Lauretana, итал. Prelatura territoriale di Loreto) – территориальная прелатура Римско-католической церкви, в составе митрополии Анкона-Озимо, входящей в церковную область Марке. В настоящее время прелатурой управляет прелат, архиепископ Фабио Даль Чин (титул персональный). 
Клир епархии включает 49 священников (47 епархиальных и 2 монашествующих священников), 52 монаха, 214 монахинь.
Адрес епархии: Piazza della Madonna 1, 60025 Loteto [Ancona], Italia. Телефон: 071 977176. Факс: 071 970102. Электронная почта: curia@prelaturaloreto.it.

## Территория
В юрисдикцию епархии входят 5 приходов на муниципалитет Лорето в Марке.
Приходы:
- Санктуарий – Базилика Святого Дома на площади Пьяцца делла Мадонна. Единственный древний приход Лорето, ныне самый малый из пяти. Приход окормляют иеромонахи Францисканского Братства из Вифании (францисканцы);
- Церковь Святейшего Сердца Иисуса, построена в 1928 году. Приход окормляют иеромонахи Конгрегации Братьев Меньших Святого Бенигна;
- Церковь Святого Флавиана, построена в 1928 году в о фракции Вилла Музоне. Приход окормляют священники Института Святейшего Сердца Иисуса (дехониане);
- Церковь Пресвятой Девы Марии Отроковицы, построена в 1947 году. Приход окормляют священники Общества Марии (монфортанцы);
- Церковь Святого Семейство и Святого Камилла, построена в 1981 году и посвящена Сыну в Святом Семействе.

Кафедра епископа находится в городе Лорето в санктуарии Базилике Святого Дома.

## История
До 1586 года город Лорето находился под юрисдикцией епископов Реканати. В том же году 17 марта Папа Сикст V буллой Pro excellenti упразднил епархию Реканати и основал вместо неё епархию Лорето. 19 декабря 1591 года епархия Реканати была восстановлена Папой Климентом VIII, и 9 февраля 1592 года кафедры Лорето и Реканати были объединены по принципу aeque principaliter.
15 сентября 1934 года Папа Пий XI буллой Lauretanae Basilicae упразднил епархию Лорето и поставил санктуарий под непосредственное руководство Святого Престола.
11 октября 1935 года юрисдикция папского администратора была распространена на всю территорию города Лорето.
24 июня 1965 года Папа Павел VI буллой Lauretanae Almae Domus упразднил папскую администратуру и основал папскую делегатуру в санктуарии Лорето и прелатуру Святого Дома, установив епископскую кафедру в базилике Святого Дома.

## Ординарии епархии
- Франческо Кантуччи (23.03.1586 — 26.11.1586);
- Рутилио Бенцони (16.12.1586 — 09.02.1592) — назначен епископом Реканати и Лорето;
  - Кафедра объединена с кафедрой Реканати (1592 — 1935);
- Гаэтано Малькьоди[итал.] (25.01.1935 — 26.01.1960);
- Анджело Принетто (18.10.1961 —25.04.1965);
- Аурелио Сабаттани (24.06.1965 — 30.09.1971) — назначен секретарем Верховного трибунала апостольской сигнатуры;
- Лорис Франческо Каповилла (25.09.1971 — 10.12. 1988);
- Паскуале Макки[итал.] (10.12.1988 — 17.10.1996);
- Анджело Комастри (09.11.1996 — 05.02.2005) — назначен президентом Фабрики Святого Петра
- Джованни Данци[итал.] (22.02.2005 — 02.10.2007);
- Джованни Тонуччи (18 октября 2007 года — 20 мая 2017 года);
- Фабио Даль Чин (с 20 мая 2017 года — по настоящее время).

## Статистика
На конец 2004 года из 11 694 человек, проживающих на территории епархии, католиками являлись 11 150 человек, что соответствует 95,3% от общего числа населения епархии.
| год  | население | население | население | священники | священники        | священники         | священники                           | постоянные диаконы | монахи  | монахи  | приходы |
| год  | католики  | всего     | %         | всего      | белое духовенство | черное духовенство | число католиков на одного священника | постоянные диаконы | мужчины | женщины | приходы |
| ---- | --------- | --------- | --------- | ---------- | ----------------- | ------------------ | ------------------------------------ | ------------------ | ------- | ------- | ------- |
| 1966 | 10.428    | 10.428    | 100,0     | 72         | 3                 | 69                 | 144                                  |                    | 122     | 269     | 4       |
| 1970 | 10.944    | 10.944    | 100,0     | 60         | 4                 | 56                 | 182                                  |                    | 105     | 185     | 4       |
| 1980 | 10.850    | 10.850    | 100,0     | 54         | 5                 | 49                 | 200                                  |                    | 75      | 223     | 4       |
| 1990 | 10.618    | 10.618    | 100,0     | 44         | 1                 | 43                 | 241                                  |                    | 50      | 233     | 5       |
| 1999 | 11.200    | 11.276    | 99,3      | 42         | 2                 | 40                 | 266                                  |                    | 47      | 240     | 5       |
| 2000 | 11.200    | 11.294    | 99,2      | 42         | 2                 | 40                 | 266                                  |                    | 46      | 228     | 5       |
| 2001 | 11.200    | 11.372    | 98,5      | 42         | 2                 | 40                 | 266                                  |                    | 47      | 226     | 5       |
| 2002 | 11.000    | 11.450    | 96,1      | 45         | 2                 | 43                 | 244                                  |                    | 48      | 219     | 5       |
| 2003 | 11.100    | 11.537    | 96,2      | 50         | 2                 | 48                 | 222                                  |                    | 53      | 215     | 5       |
| 2004 | 11.150    | 11.694    | 95,3      | 49         | 2                 | 47                 | 227                                  |                    | 52      | 214     | 5       |